# Janówek (powiat karkonoski)
Janówek (niem. Johnsdorf) – wieś w Polsce położona w województwie dolnośląskim, w powiecie karkonoskim, w gminie Jeżów Sudecki, w Górach Kaczawskich, w dolinie potoku Lipka (Chrośnicki Potok).

## Podział administracyjny
W latach 1975–1998 miejscowość należała administracyjnie do województwa jeleniogórskiego. 

## Nazwy historyczne
- 1677 Iohnsdorff
- 1687 Ionsdorff
- 1786 Johnsdorf
- 1945 Janów
- 1947 Janówek

## Zabytki
Do wojewódzkiego rejestru zabytków wpisany jest obiekt:
- dom nr 27, szachulcowy, z XVIII/XIX w.